# Джалалян, Арташес Семёнович
Арташе́с Семёнович Джалаля́н (арм. Արտաշես Սիմոնի Ջալալյան; 15 июня 1913, Александрополь, Российская империя, ныне Гюмри, Армения — 5 марта 1985 Ереван, Армения) — армянский кинооператор.

## Биография
В 1930—1934 учился на операторском факультете ГИКа. В кино с 1930 года. С 1945 года — в штате Ереванской киностудии (с 1957 года — «Арменфильм»). До 1954 года снимал документальные фильмы. Член КПСС с 1943 года.

## Избранная фильмография

### Оператор
- 1948 — Хачатур Абовян / (д/ф)
- 1952 — Наука служит народу / (д/ф)
- 1952 — Достижения животноводства / (д/ф)
- 1952 — Наши учёные / (д/ф)
- 1954 — Лес наш друг / (д/ф)
- 1954 — Смотрины / (к/м)
- 1956 — Когда рядом друзья /
- 1958 — Песня первой любви / Առաջին սիրո երգը
- 1960 — Рождённые жить / Կոչված են ապրելու
- 1961 — Северная радуга / Հյուսիսային ծիածան
- 1962 — Кольца славы / Փառքի օղակներ
- 1965 — Чрезвычайное поручение / Արտակարգ հանձնարարություն
- 1968 — Жил человек /
- 1969 — Взрыв после полуночи / Պայթյուն կեսգիշերից հետո
- 1969 — Царь Чах-Чах / Չախ-Չախ թագավորը
- 1973 — За час до рассвета / Լուսաբացից մեկ ժամ առաջ (ТВ)
- 1974 — Твёрдая порода / Կարծր ապար (ТВ)
- 1977 — Председатель ревкома /  (ТВ)

## Награды
- 1966 — Заслуженный деятель искусств Армянской ССР
- 1967 — Государственная премия Армянской ССР («Чрезвычайное поручение»)